# Марк Кальпурній Пізон
Марк Кальпурній Пізон (*Marcus Calpurnius Piso, бл. 5 до н. е. — після 20) — державний діяч часів ранньої Римської імперії.

## Життєпис
Походив зі знатного роду Кальпурніїв Пізонів. Син Гнея Кальпурнія Пізона, консула 7 року до н. е., та Мунації Планціни. Близько 17 року був вже членом римського сенату. У 18-19 роках на посаді легата супроводжував батька до Сирії, намісником якої той був призначений. В результаті гострого конфлікту з Германіком, що мав на Сході верховний імперій, Пізон-батько змушений був залишити свою провінцію, проте після смерті Германіка у 19 році вирішив повернути її силою. Марк наполегливо переконував його відмовитися від цих задумів і вирушити до Риму, але проти своєї волі змушений був брати участь у військових приготуваннях.
Зазнавши поразки від нового намісника Сатурнина, Пізон-батько змушений був повернутися в Рим, спрямувавши вперед себе Марка, який повинен був дати пояснення імператору Тиберію. Втім зрештою у 20 році батька Марка Пізона було визнано винним, і той наклав на себе руки. Консул Марк Аврелій Котта Максим Мессалін запропонував позбавити Марка Пізона сенаторської гідності та вислати його з Риму на 10 років, проте імператор Тіберій звільнив його від покарання і повернув частину батьківського майна. Ймовірно, Марк помер незабаром після цих подій.